# Emacs
Emacs o GNU Emacs és un editor de text altament extensible i configurable creat per Richard Stallman, distribuït sota la llicència lliure GPL. Ooriginalment anomenat EMACS (acrònim de "Editor Macros"), és una família d'editors de text que es caracteritzen per la seva extensibilitat . El manual de la variant més utilitzada, GNU Emacs, la descriu com "l'editor de visualització en temps real extensible, personalitzable i autodocumentable". El desenvolupament del primer Emacs va començar a mitjans dels anys setanta, i el treball en GNU Emacs, descendent directe de l'original, està en curs; la seva darrera versió és la 30.1, publicada el febrer de 2025.
L'Emacs té més de 10.000 ordres integrades i la seva interfície d'usuari permet a l'usuari combinar aquestes ordres en macros per automatitzar el treball. Les implementacions d'Emacs solen incloure un dialecte del llenguatge de programació Lisp, cosa que permet als usuaris i desenvolupadors escriure noves ordres i aplicacions per a l'editor. S'han escrit extensions per, entre altres coses, gestionar fitxers, accés remot, correu electrònic, esquemes, multimèdia, integració amb Git, canals RSS i edició col·laborativa, així com implementacions d'ELIZA, Pong, Conway's Life, Snake, Dunnet i Tetris.
L'EMACS original va ser escrit el 1976 per David A. Moon i Guy L.Steele Jr. com un conjunt de macros per a l'editor TECO. Es va inspirar en les idees dels editors de macros TECO TECMAC i TMACS.
La versió més popular i més portada d'Emacs és GNU Emacs, creada per Richard Stallman per al Projecte GNU. XEmacs és una variant derivada de GNU Emacs el 1991. GNU Emacs i XEmacs utilitzen dialectes Lisp similars i, en la seva major part, són compatibles entre si. El desenvolupament de XEmacs actualment és molt lent.
GNU Emacs és, juntament amb vi, un dels dos principals competidors en les guerres d'editors tradicionals de la cultura Unix. GNU Emacs és un dels projectes lliures i de codi obert més antics que encara estan en desenvolupament.
En l'actualitat és mantingut per la Free Software Foundation. Forma part del Projecte GNU.
És un entorn integrat de desenvolupament sota Unix-like, creat per Richard Stallman modificant el TECO. Hi destaca el seu editor de text, adaptable a qualsevol llenguatge de programació mitjançant mòduls. Originalment fou creat amb el llenguatge LISP, de fet inclou un entorn d'execució d'aquest llenguatge.
El seu nom s'atribuïx de broma a diversos acrònims. Per a alguns dels seus partidaris, significa Emacs Makes All Computation Simple, per la seva gran capacitat. Per a alguns dels seus detractors, significa Emacs Makes A Computer Slow, pels seus requeriments relativament alts, comparat amb editors de text més senzills. Una definició més neutra és Escape Meta Alt Control Shift, per l'ús extensiu que fa de les combinacions de tecles especials. Segons el seu autor significa simplement Editor MACroS.